# Surjektive Funktion

Eine surjektive Funktion:
X ist die Definitionsmenge,
Y ist die Zielmenge

Eine surjektive Funktion ist eine mathematische Funktion, die jedes Element der Zielmenge mindestens einmal als Funktionswert annimmt. Das heißt, jedes Element (und damit jede nichtleere Teilmenge) der Zielmenge hat ein nichtleeres Urbild.
Eine surjektive Funktion wird auch als Surjektion bezeichnet. Ist sie zudem auch injektiv, heißt sie bijektiv. In der Sprache der Relationen spricht man auch von rechtstotalen Funktionen.

## Definition
Es seien {\displaystyle X} und {\displaystyle Y} Mengen, sowie {\displaystyle f\colon X\to Y} eine Abbildung.
Die Abbildung {\displaystyle f} heißt surjektiv, wenn es zu jedem {\displaystyle y} aus {\displaystyle Y} (mindestens) ein {\displaystyle x} aus {\displaystyle X} mit {\displaystyle f(x)=y} gibt. Eine solche Abbildung notiert man auch so: {\displaystyle f\colon X\twoheadrightarrow Y.}
Formal: {\displaystyle \forall y\in Y\ \exists x\in X\colon f(x)=y} (siehe Existenz- und Allquantor).

## Grafische Veranschaulichungen

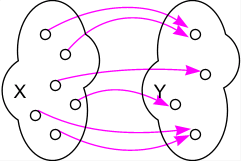
Das Prinzip der Surjektivität: Jeder Punkt in der Zielmenge (Y) wird mindestens einmal getroffen
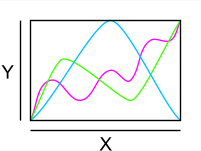
Graphen dreier surjektiver Funktionen zwischen reellen Intervallen
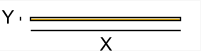
Ein Sonderfall der Surjektivität: Die Zielmenge (Y) besteht aus nur einem Element

## Beispiele und Gegenbeispiele
- Die leere Funktion {\displaystyle \emptyset \to \{\bullet \}} in eine einelementige Menge ist wohl das einfachste Beispiel einer nichtsurjektiven Funktion.
- Die Funktion {\displaystyle f\colon \mathbb {R} \to \mathbb {R} } mit {\displaystyle f(x)=2x+1} ist surjektiv, denn keine reelle Zahl {\displaystyle y} hat ein leeres Urbild. Aus der Gleichung {\displaystyle y=2x+1} erhält man nämlich durch Äquivalenzumformung die Gleichung {\displaystyle x=(y-1)/2,} womit sich für jedes {\displaystyle y\in \mathbb {R} } als Urbild die einelementige Menge {\displaystyle \{{\tfrac {y-1}{2}}\}\subseteq \mathbb {R} } ergibt.
- Die Sinusfunktion {\displaystyle \sin \colon \mathbb {R} \to [-1,1]} ist surjektiv. Jede horizontale Gerade {\displaystyle y=c} mit {\displaystyle -1\leq c\leq 1} schneidet den Graphen der Sinusfunktion mindestens einmal (sogar unendlich oft).
- Die Sinusfunktion {\displaystyle \sin \colon \mathbb {R} \to \mathbb {R} } ist jedoch nicht surjektiv, da z. B. die Gerade {\displaystyle y=2} keinen Schnittpunkt mit dem Graphen hat, der Wert 2 also nicht als Funktionswert angenommen wird.
- {\displaystyle \mathbb {C} } bezeichne die Menge der komplexen Zahlen.

{\displaystyle f_{1}\colon \mathbb {R} \to \mathbb {R} ;\,x\mapsto x^{2}} ist nicht surjektiv, da z. B. das Urbild von {\displaystyle -1} die leere Menge ist (keine Quadratzahl ist negativ!).
{\displaystyle f_{2}\colon \mathbb {C} \to \mathbb {C} ,\,x\mapsto x^{2}} ist surjektiv. Nach dem Fundamentalsatz der Algebra ist allgemeiner jedes nichtkonstante Polynom (also jedes Polynom positiven Grades) {\displaystyle p\colon \mathbb {C} \to \mathbb {C} } surjektiv.

## Eigenschaften
- Man beachte, dass die Surjektivität einer Funktion {\displaystyle f\colon A\to B} nicht nur vom Funktionsgraphen {\displaystyle \{(x,f(x))\mid x\in A\},} sondern auch von der Zielmenge {\displaystyle B} abhängt (im Gegensatz zur Injektivität, deren Vorliegen man am Funktionsgraphen ablesen kann):

Ersetzt man bei einer Funktion {\displaystyle f\colon A\to B;\ x\mapsto f(x)} ihre Zielmenge {\displaystyle B} durch ihre Bildmenge {\displaystyle \operatorname {im} f:=f(A)=\{f(x)\mid x\in A\},} so entsteht mit {\displaystyle g\colon A\to \operatorname {im} f;\ x\mapsto f(x)} stets eine surjektive Funktion {\displaystyle g,} während {\displaystyle f} natürlich nicht surjektiv zu sein braucht.
- Eine Funktion {\displaystyle f\colon A\to B} ist genau dann surjektiv, wenn {\displaystyle f\left(f^{-1}(Y)\right)=Y} gilt für alle {\displaystyle Y\subset B.}
- Sind die Funktionen {\displaystyle f\colon A\to B} und {\displaystyle g\colon B\to C} surjektiv, dann gilt dies auch für die Komposition (Verkettung) {\displaystyle g\circ f\colon A\to C.}
- Aus der Surjektivität von {\displaystyle g\circ f} folgt, dass {\displaystyle g} surjektiv ist.
- Eine Funktion {\displaystyle f\colon A\to B} ist genau dann surjektiv, wenn {\displaystyle f} eine Rechtsinverse hat, also eine Funktion {\displaystyle g\colon B\to A} mit {\displaystyle f\circ g=\operatorname {id} _{B}} (wobei {\displaystyle \operatorname {id} _{B}} die identische Abbildung auf {\displaystyle B} bezeichnet). Diese Aussage ist äquivalent zum Auswahlaxiom der Mengenlehre.
- Eine Funktion {\displaystyle f\colon A\to B} ist genau dann surjektiv, wenn {\displaystyle f} rechtskürzbar ist, wenn also für beliebige Funktionen {\displaystyle g,h\colon B\to C} mit {\displaystyle g\circ f=h\circ f} schon {\displaystyle g=h} folgt. Diese Eigenschaft motiviert den in der Kategorientheorie verwendeten Begriff Epimorphismus.
- Jede beliebige Funktion {\displaystyle f\colon A\to B} ist darstellbar als Verkettung {\displaystyle f=h\circ g,} wobei mit {\displaystyle C:=\{f^{-1}(y)\mid y\in \operatorname {im} f\}} die Funktion {\displaystyle g\colon A\to C;\,x\mapsto f^{-1}(f(x))} surjektiv und {\displaystyle h\colon C\to B;\,f^{-1}(y)\mapsto y} injektiv ist.

## Mächtigkeiten von Mengen
Für eine endliche Menge {\displaystyle A} ist die Mächtigkeit {\displaystyle |A|} einfach die Anzahl der Elemente von {\displaystyle A}. Ist nun {\displaystyle f\colon A\to B} eine surjektive Funktion zwischen endlichen Mengen, dann kann {\displaystyle B} höchstens so viele Elemente wie {\displaystyle A} haben, es gilt also {\displaystyle |B|\leq |A|.}
Für unendliche Mengen wird der Größenvergleich von Mächtigkeiten zwar mit Hilfe des Begriffs Injektion definiert, aber auch hier gilt: Ist {\displaystyle f\colon A\to B} surjektiv, dann ist die Mächtigkeit von {\displaystyle B} nicht größer als die Mächtigkeit von {\displaystyle A,} auch hier schreibt man dafür {\displaystyle |B|\leq |A|.}